# رودخانه ساکالئونا
رودخانه ساکالئونا (به لاتین: Sakaleona River) یک رود در ماداگاسکار است که در ماداگاسکار واقع شده‌است.